# Холынка (приток Волги)
Холынка — река Тверской области России, левый приток Волги. Протекает по территориям Ржевского района и города Ржева.
Исток находится выше деревни Дешевки Ржевского района, а устье в центре Ржева. В верховье, чуть ниже деревни Дешёвки перекрыта плотиной, образуя водохранилище.
До Ржева протекает через деревни Образцово, Полунино, Галахово, Тимофеево, в самом Ржеве через микрорайоны Зеленькино, Шихино, Захолынский и Семь ветров.

## История
Согласно исследованиям, проведённым в 1913 году Павлом Фёдоровичем Симсоном, до конца XVII века на Коркошиной горе (в устье реки Холынки) существовало старое городище. В результате археологических раскопок удалось обнаружить развалины древней стены и ров шириной до 4 саженей (сажень — 2,16 метра). Ниже, в долине реки, осенью 1901 года Симсоном были найдены орудия палеолитической и неолитической эпохи, среди них редкий экземпляр орудия из кости.
В 1910 году фотограф С. М. Прокудин-Горский сделал ряд цветных фотографий реки Волги, в том числе в его коллекции есть река Холынка.
Осенью 1942 года (в ходе второй Ржевской наступательной операции) на территории Ржева, в устье реки Холынки велись кровопролитные бои с немецко-фашистскими войсками. Также, большие потери Красная армия понесла при освобождении деревни Полунино, где в братской могиле на берегу Холынки, покоится прах 12 000 советских солдат и офицеров.

## Данные водного реестра
По данным государственного водного реестра России относится к Верхневолжскому бассейновому округу, водохозяйственный участок реки — Волга от Верхневолжского бейшлота до города Зубцов, без реки Вазуза от истока до Зубцовского гидроузла, речной подбассейн реки — бассейны притоков (Верхней) Волги до Рыбинского водохранилища. Речной бассейн реки — (Верхняя) Волга до Куйбышевского водохранилища (без бассейна Оки).
Код объекта в государственном водном реестре — 08010100412110000000823.